# Dasydorylas setosus
Dasydorylas setosus är en tvåvingeart som först beskrevs av Becker 1908.  Dasydorylas setosus ingår i släktet Dasydorylas och familjen ögonflugor.
Artens utbredningsområde är Kanarieöarna. Inga underarter finns listade i Catalogue of Life.